# تشبقلو (تشاراويماق)
تشبقلو (بالفارسية: چپقلو) هي منطقة سكنية تقع في قسم قوريتشاي الشرقي الريفي في إيران. يقدر عدد سكانها بـ 315 نسمة .